# Stefano Onorato Ferretti
Stefano Onorato Ferretti, né en 1640 à Gênes et mort en 1720 à Gênes, est un homme politique italien, 138e doge de Gênes du 22 août 1705 au 22 août 1707.